# Replikacja RNA
Replikacja RNA – proces powielania cząsteczek RNA. Występuje tylko u wiroidów i niektórych wirusów. Podczas replikacji RNA ryzyko błędu jest kilka rzędów wielkości większe niż w przypadku replikacji DNA. Wynika to z braku mechanizmów naprawczych, np. braku korekty włączanych zasad przez polimerazę RNA.
W odróżnieniu od replikacji RNA proces powielania się retrowirusów (np. wirusa HIV) polega na tym, że przy powstawaniu nowych cząsteczek RNA obecne jest pośrednie stadium przepisywania informacji genetycznej na DNA - odwrotna transkrypcja. W procesie tym bierze udział enzym replikaza RNA, czyli polimeraza RNA zależna od RNA.